# Хагерти, Уильям
Уильям Фрэнсис Хагерти IV (англ. William Francis Hagerty IV; род. 14 августа 1959, Нашвилл, Теннесси, США) — американский инвестор в области прямых инвестиций, посол Соединённых Штатов в Японии с 2017 по 2019. Ранее он был управляющим директором и соучредителем Hagerty Peterson & Company, частной инвестиционной фирмы. Сенатор США от штата Теннесси (с 2021).

## Биография
Окончил Университет Вандербильта и Школу права Университета Вандербильта. Он начал свою карьеру в Boston Consulting Group, работал в Токио. Хагерти был экономическим советником при президенте Джордже Буше-старшем, позже — в Trident Capital (Кремниевая долина). Поддерживал Митта Ромни на президентских выборах в 2008 году.
С 2011 по 2014 возглавлял Департамент экономического и общинного развития Теннесси в кабинете губернатора Билла Хэслема.
Хагерти работал в правлениях CyMed, NEW Customer Services, Houghton Mifflin Harcourt, Ryman Hospitality, Pinnacle Financial Partners и R.J. O’Brien.
На президентских выборах 2016 года Хагерти принимал участие в кампании Дональда Трампа.
Рассматривался на должность торгового представителя США.